# Stronger than Ever
Stronger than Ever är Grave Diggers fjärde studioalbum från 1987.

## Låtlista
1. "Wanna Get Close" - 4:32
2. "Don't Leave Me Lonely" - 4:17
3. "Stronger than Ever" - 4:30
4. "Moon Riders" - 3:43
5. "Lay It Down" - 3:02
6. "I Don't Need Your Love" - 4:16
7. "Stand Up and Rock" - 3:18
8. "Listen to the Music" - 3:51
9. "Shadows of the Past" - 3:49
10. "Stay till the Morning" - 2:55

## Medverkande
- Chris Boltendahl - sång
- Peter Masson - gitarr
- C.F. Frank - bas
- Albert Eckhardt - trummor